# Куню Желев
Куню Новачев Желев е български скулптор на свободна практика в София.

## Биография
Роден е на 30 септември 1938 г. в Пет могили, Новозагорско. Завършва художествена академия „Николай Павлович“ в София със специалност „скулптура“.
Член на Съюза на българските художници от март 2016 г.
Негови произведения са изложени в Националния исторически музей в София, музея в Плевен и музея на ЮНЕСКО във Виена.
Автор е на портрети на известни и световни личности. Автор на композицията „Левски организира революционен комитет“ разположена на северозападния край на Карлово в „Гората на Левски“, открит на 18 юни 1997 г. и на барелефа на българския актьор Иван Балсамаджиев в Априлци